# Dyskografia Mandaryny
Dyskografia Mandaryny – polskiej piosenkarki wykonującej muzykę z pogranicza popu, dance oraz elektronicznej muzyki tanecznej, składa się z trzech albumów studyjnych, jednego minialbumu, dwóch albumów kompilacyjnych, trzynastu singli oraz jedenastu teledysków.
Mandaryna zadebiutowała na rynku muzycznym minialbumem pt. Mandaryna, dołączonym do czasopisma „Naj”. Pierwszym długogrającym albumem studyjnym piosenkarki został wydany 9 sierpnia 2004 album Mandaryna.com, który dotarł do 8. miejsca na OLiS i uzyskał status złotej płyty. Pierwszym singlem promującym album został singel „Here I Go Again”, będący coverem utworu brytyjskiej grupy rockowej Whitesnake. Teledysk do singla uzyskał nominację w kategorii Cytryna za „najbardziej obciachowy wideoklip” na 13. Festiwalu Polskich Wideoklipów Yach Film. Na drugi singel wydawnictwa wybrano cover Joego Dassina „L’Été indien”, który dotarł do 5. pozycji na Codziennej Liście Przebojów Radia Bielsko.
Drugi album wokalistki, Mandarynkowy sen, ukazał się 22 sierpnia 2005 i w drugim tygodniu obecności na oficjalnej polskiej liście sprzedaży dotarł na jej szczyt. Album był promowany poprzez singel „Ev’ry Night”, który znalazł się na 1. miejscu Codziennej Listy Przebojów Radia Bielsko, 3. pozycji POPListy radia RMF FM, 43. miejscu Szczecińskiej Listy Przebojów emitowanej na falach Polskiego Radia Szczecin, a także 5. pozycji na liście Top–15 Wietrznego Radia. Kolejnym singlem został cover utworu Bon Jovi „You Give Love a Bad Name” oraz utwór „A Spaceman Came Travelling”, wykonywany w oryginale przez Chrisa de Burgha.
W 2005 ukazał się również pierwszy album kompilacyjny Mandaryny pt. Ev’ry Night, a w następnym roku – album The Best Of. W 2006 piosenkarka wydała singel „Stay Together”, a w 2007 – singiel „Heaven”. 7 sierpnia 2009 premierę miał trzeci album studyjny Mandaryny pt. AOK, który promowany był utworem „Good Dog, Bad Dog”.
Mandaryna w 2011 roku wzięła udział w nagraniu utworu „Pałer of lof”, który znalazł się na debiutanckim albumie zespołu Letni, Chamski Podryw pt. Oranżada, koleżanki, petardy. W 2012 opublikowała singiel „Bring the Beat”. W październiku 2013 ogłosiła koniec kariery muzycznej. W 2018 powróciła do koncertowania i zaprezentowała singel „Not Perfect”. W 2021 wydała utwór „Nie będziesz szła sama”, będący coverem piosenki „All the Things She Said” grupy Tatu, który nagrała z Iną i Gosią Andrzejewicz w geście wsparcia Strajku Kobiet. W 2022 wydała singiel „Po(między)”, do którego napisała tekst i wzięła gościnny udział w nagraniu utworu „Od nowa” formacji Anka. W 2025 wydała singiel „Lecę”.

## Albumy studyjne
| Rok                                               | Dane dot. albumu | Najwyższa pozycja na liście | Certyfikat         | Sprzedaż       |
| Rok                                               | Dane dot. albumu | POL                         | Certyfikat         | Sprzedaż       |
| ------------------------------------------------- | --- | --------------------------- | ------------------ | -------------- |
| 2004                                              | Mandaryna.com - Wydany: 9 sierpnia 2004 - Wytwórnia: Magic Records - Format: CD, kaseta magnetofonowa, digital download | 8                           | - POL: złota płyta | - POL: 35 000+ |
| 2005                                              | Mandarynkowy sen - Wydany: 22 sierpnia 2005 - Wytwórnia: Universal Music Polska - Format: CD, digital download          | 1                           | - POL: złota płyta | - POL: 35 000+ |
| 2009                                              | AOK - Wydany: 7 sierpnia 2009 - Wytwórnia: Fonografika - Format: CD, digital download                                   | –                           |                    |                |
| „–” oznacza, że album nie był notowany na liście. | |                             |                    |                |

## EP
| Rok | Dane dot. albumu | Uwagi |
| --- | --- | --- |
| 2004 | \| Mandaryna \| \| ----------------------------------------------------------------------------------------------------------------------------------------------------------------------------------------------------------------------------------------------------------------------------------------------------------------------------------------------------------------------------------- \| \| 1. „Jesteś, ale Cię nie ma” (muz. Adam Wardin, sł. Marta Mars, Michał Wiśniewski) 2. „Idę przez deszcz” (muz. Andre Franke, sł. M. Wiśniewski) 3. „Summertime” (muz. A. Wardin, Matthias Reim, sł. Agnieszka Pędziwiatr, Liroy) 4. „Jungle Mix” (muz. A. Wardin, M. Reim, sł. A. Pędziwiatr, M. Wiśniewski, Liroy, M. Mars) 5. „Wystarczysz Ty” (muz. A. Franke, sł. M. Wiśniewski) \| - Wydany: 21 czerwca 2004 - Wytwórnia: Naj - Format: CD | - Minialbum promocyjny, dołączony wyłącznie do czasopisma „Naj”. - Nagrań dokonano w Elektra Studio w Warszawie. - Za produkcję albumu odpowiadał Liroy, zaś za realizację Adam Toczko. |
| Mandaryna | | |
| 1. „Jesteś, ale Cię nie ma” (muz. Adam Wardin, sł. Marta Mars, Michał Wiśniewski) 2. „Idę przez deszcz” (muz. Andre Franke, sł. M. Wiśniewski) 3. „Summertime” (muz. A. Wardin, Matthias Reim, sł. Agnieszka Pędziwiatr, Liroy) 4. „Jungle Mix” (muz. A. Wardin, M. Reim, sł. A. Pędziwiatr, M. Wiśniewski, Liroy, M. Mars) 5. „Wystarczysz Ty” (muz. A. Franke, sł. M. Wiśniewski) | | |

## Kompilacje
| Ev’ry Night |
| --- |
| 1. „Ev’ry Night” (muz. i sł. Harald Reitinger, Uli Fischer) 2. „I Wanna Fly” (muz. i sł. H. Reitinger, U. Fischer) 3. „Stay Forever” (muz. i sł. H. Reitinger, U. Fischer) 4. „Twoje przeznaczenie” (muz. H. Reitinger, U. Fischer, sł. Wojciech Filipowski) 5. „You Are My Music” (muz. Ivo Dullin, sł. Ryszard Kunce) |

| The Best Of |
| --- |
| 1. „Ev’ry Night” (muz. i sł. Harald Reitinger, Uli Fischer) 2. „Here I Go Again” (muz. i sł. Bernie Marsden, David Coverdale) 3. „Stay Forever” (muz. i sł. Vito Pallavicini, Pasquale Losito, Toto Cutugno) 4. „Esta Noche” (muz. i sł. Ivan Torrey, H. Reitinger, U. Fischer) 5. „Possession” (muz. i sł. H. Reitinger, U. Fischer) |

## Single
| Rok                                                      | Tytuł                                                    | Najwyższe pozycje na listach | Najwyższe pozycje na listach | Najwyższe pozycje na listach | Najwyższe pozycje na listach | Album            |
| Rok                                                      | Tytuł                                                    | CLP                          | RMF                          | SLiP                         | WiR                          | Album            |
| -------------------------------------------------------- | -------------------------------------------------------- | ---------------------------- | ---------------------------- | ---------------------------- | ---------------------------- | ---------------- |
| 2004                                                     | „Here I Go Again”                                        | –                            | –                            | –                            | –                            | Mandaryna.com    |
| 2004                                                     | „L’Été indien”                                           | 5                            | –                            | –                            | –                            | Mandaryna.com    |
| 2005                                                     | „Ev’ry Night”                                            | 1                            | 3                            | 43                           | 5                            | Mandarynkowy sen |
| 2005                                                     | „You Give Love a Bad Name”                               | –                            | –                            | –                            | –                            | Mandarynkowy sen |
| 2005                                                     | „A Spaceman Came Travelling”                             | –                            | –                            | –                            | –                            | Mandarynkowy sen |
| 2006                                                     | „Stay Together”                                          | –                            | –                            | –                            | –                            | –                |
| 2007                                                     | „Heaven”                                                 | –                            | –                            | –                            | –                            | –                |
| 2009                                                     | „Good Dog, Bad Dog”                                      | –                            | –                            | –                            | –                            | AOK              |
| 2012                                                     | „Bring the Beat”                                         | –                            | –                            | –                            | –                            | –                |
| 2018                                                     | „Not Perfect”                                            | –                            | –                            | –                            | –                            | –                |
| 2021                                                     | „Nie będziesz szła sama” (oraz Gosia Andrzejewicz i Ina) | –                            | –                            | –                            | –                            | –                |
| 2022                                                     | „Po(między)”                                             | –                            | –                            | –                            | –                            | –                |
| 2025                                                     | „Lecę”                                                   | –                            | –                            | –                            | –                            | –                |
| „–” oznacza, że singel nie był notowany na danej liście. |                                                          |                              |                              |                              |                              |                  |

## Współpraca muzyczna
| Rok  | Tytuł          | Artysta               | Album                        | Uwagi           |
| ---- | -------------- | --------------------- | ---------------------------- | --------------- |
| 2011 | „Pałer of lof” | Letni, Chamski Podryw | Oranżada, koleżanki, petardy | Występ gościnny |
| 2022 | „Od nowa”      | Anka                  | Anka                         | Występ gościnny |

## Teledyski
| Rok  | Tytuł                      | Reżyser                       |
| ---- | -------------------------- | ----------------------------- |
| 2004 | „Here I Go Again”          | Mariusz Palej, Kacper Sawicki |
| 2004 | „L’Été indien”             | –                             |
| 2005 | „Ev’ry Night”              | –                             |
| 2005 | „You Give Love a Bad Name” | –                             |
| 2006 | „Stay Together”            | Patrycja Woy-Woyciechowska    |
| 2009 | „Good Dog, Bad Dog”        | Marek Śledziewski             |
| 2012 | „Bring the Beat”           | Voyo Bakiewicz                |
| 2018 | „Not Perfect”              | Marek Śledziewski             |
| 2021 | „Nie będziesz szła sama”   | –                             |
| 2021 | „Love Is Just a Game”      | Filo                          |
| 2022 | „Po(między)”               | Weronika Fabijańska           |